# Palazzo Nari

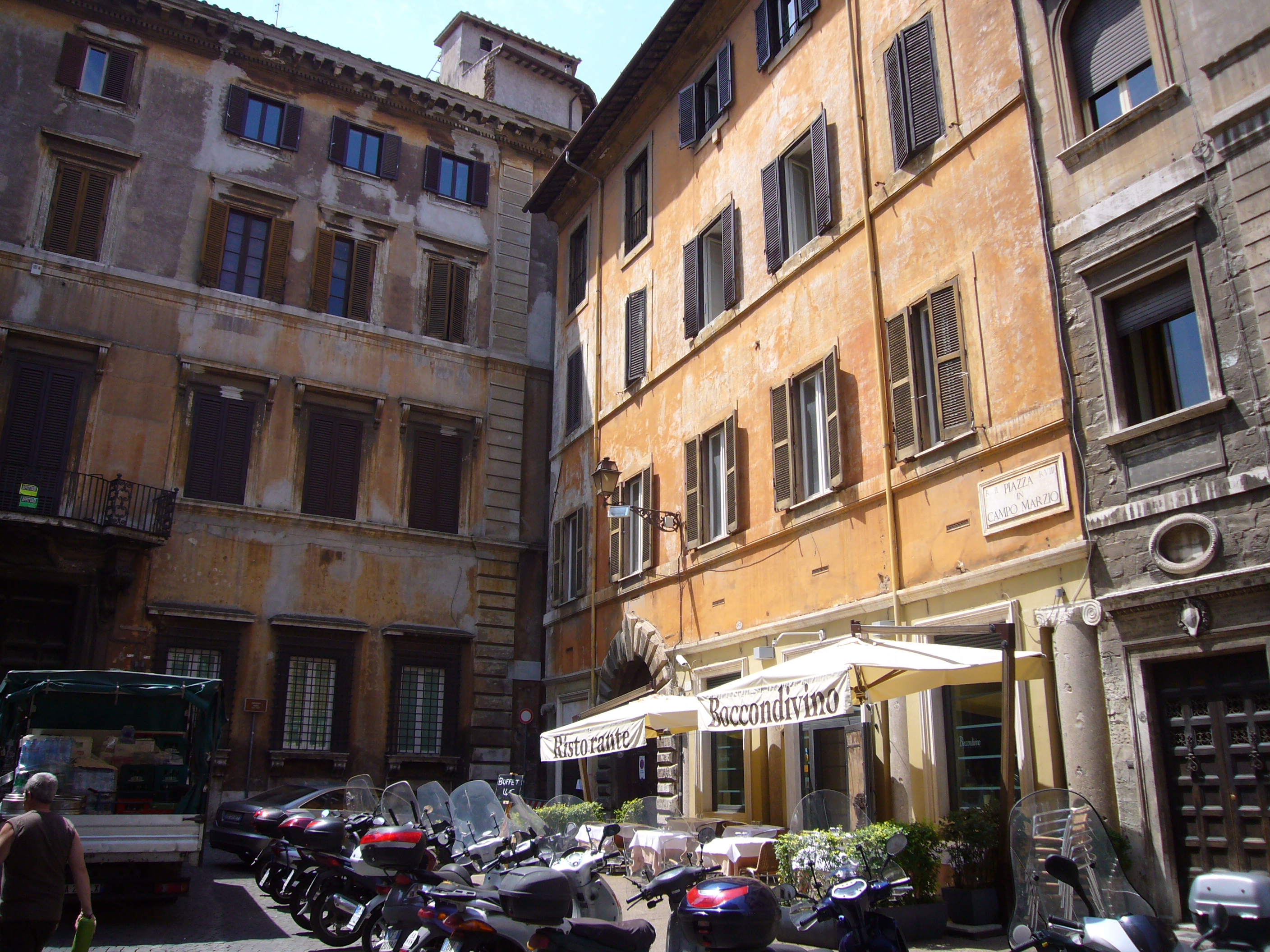
Nesta vista da Piazza in Campo Marzio, o Palazzo Nari é o da esquerda.

Palazzo Nari a Campo Marzio, conhecido também como Palazzo Naro a Campo Marzio, é um palácio barroca localizado na Piazza in Campo Marzio, no rione Sant'Eustachio de Roma, de frente para a Via degli Uffici del Vicario e entre o Vicolo delle Coppelle e a Via della Maddalena.

## História

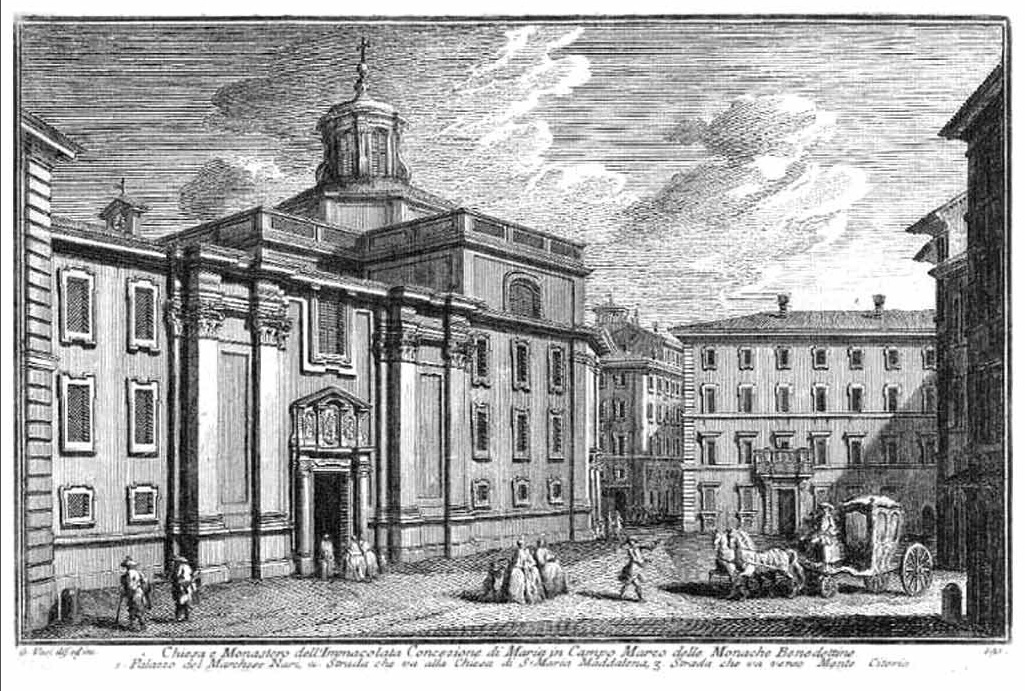
Gravura de Giuseppe Vasi (1758) da Piazza in Campo Marzio. O palácio está ao fundo. À esquerda, a igreja de Santa Maria della Concezione in Campo Marzio.

O Palazzo Nari foi construído por Bartolomeo Breccioli com base num projeto de Giovanni Antonio de' Rossi (1677) para a família Naro, marqueses de Mompeo e cujo membro mais famoso foi o cardeal Gregorio Naro (1581-1634); a tia dele era cunhada do papa Paulo V. Provavelmente ele encomendou a renovação de casas que já pertenciam à família entre a Piazza delle Coppelle e a Piazza di Campo Marzio. Em 1732, foi aberta ali uma loja que vendia bilhetes de loteria e que se transformou mais tarde na Impresa del Lotto, que ficaram sob o comando da família. Em 1750, Tommaso Naro se casou com Porzia, filha de Maria Virginia Patrizi e Giovanni Chigi Montoro, assumiu o sobrenome Patrizi e, por isso, o palácio passou a ser conhecido como Palazzo Patrizi Naro. Em 1830, o palácio foi comprado por Gioacchino Oddi e Giovanni De Angelis; em 1859, o edifício passou para Luigi Maria Manzi. 

## Descrição
No piso térreo se abre um majestoso portal do século XVIII, descentralizado, arquitravado e decorado com uma concha entre festões e duas mísulas que sustentam a varanda no piso acima; ambos são adições posteriores. Ele é flanqueado por janelas gradeadas e arquitravadas, três à direita e duas à esquerda. A fachada se desenvolve em três pisos com janelas arquitravadas com mísulas no primeiro, arquitravadas no segundo e emolduradas no terceiro.